# لاري جين بيل
لاري جين بيل (بالإنجليزية: Larry Gene Bell)‏ هو قاتل متسلسل أمريكي، ولد في 30 أكتوبر 1949 في ألاباما في الولايات المتحدة، وتوفي في 4 أكتوبر 1996 في كولومبيا في الولايات المتحدة بسبب صعق كهربائي.